# Редакција
Редакција (лат. reductio  поправак, поправљање), припремање текста за штампу, приправљање дијела за објављивање; обрада, прерада, језичко и правописно уједначавање свих рукописа који треба да се објаве у једној свесци или књизи, уређивање; особље које ради на једном дијелу текста (бави се обрадом и издавањем новина, часописа и књига, радијског или телевизијског програма); просторије (уредништво) у којима се налазе редактори (уредници); ново или обновљено издање самог дјела; различите варијанте неког старог текста или рукописа.

Редакција је темељ и средиште сваке издавачке дјелатности. Редакцијом, било новинског, било књижарског, радио или телевизијског програма руководи главни редактор (уредник). Данас је прихваћено да су редакција и уредништво, редактор и уредник синоними.